# Pieter Devos
Pour les articles homonymes, voir Devos.
Pieter Devos (né le 8 février 1986) est un cavalier belge de saut d'obstacles. Son frère Wouter Devos est également cavalier professionnel.

## Palmarès
- 2013 :
  - Vainqueur du Grand Prix du CSIO5* de Calgary.
  - Vainqueur d'un épreuve à 150 au CSI5* de Genève.

- 2014 :
  - Vainqueur par équipe de l'épreuve Coupe des Nations à Aix-la-Chapelle avec Dream of Greenfield
  - Vainqueur du Grand Prix CSI5* Longines GCT de Shanghai avec Dream of India Greenfield

- 2017:
  - Vainqueur du Grand Prix au CSIO 5* de Barcelone

- 2018 :
  - Vainqueur avec Espoir du Jumping international de Bordeaux, étape de la coupe du monde de saut d'obstacles 2017-2018[3]

- 2019 :
  - Vainqueur du championnat d'Europe de la Fédération équestre internationale avec qualification pour les JO de Tokyo 2020